# شیخلر (قزوین)
شیخلر (قزوین)، روستایی از توابع بخش طارم سفلی شهرستان قزوین در استان قزوین ایران است.

## تاریخ

### شیخلر در فرهنگ جغرافیایی ایران
جزء دهستان طارم پائین بخش سیردان شهرستان زنجان.
۵۴ کیلومتری جنوب شرق سیردان.
کوهستانی، سردسیر، سکنه ۳۵۷، شیعه، تُرکی.
چشمه‌سار، غلات، میوه‌جات مخصوصاً سیب، شغل زراعت، راه مالرو، صعب‌العبور.
باروت‌سازی در این قریه معمول است.

## وضعیت طبیعی

### جغرافیا
شیخلر در منطقه‌ای کوهستانی قرار دارد. کوه گلی بلاغ (گوللو بولاق) به ارتفاع ۱۹۰۷ متر بلندترین نقطه در این منطقه است که در جنوب شیخلر قرار گرفته است. اطراف این ناحیه را چمنزارها فرا گرفته‌اند.

### اقلیم
میانگین بارش سالانه در این منطقه ۳۷۵ میلی‌متر و میانگین دما ۱۴ درجه سانتی‌گراد است.

## جمعیت
این روستا در دهستان کوهگیر قرار دارد و براساس سرشماری مرکز آمار ایران در سال ۱۳۸۵، جمعیت آن ۷۲ نفر (۲۲خانوار) بوده‌است.